# Annette Schütze

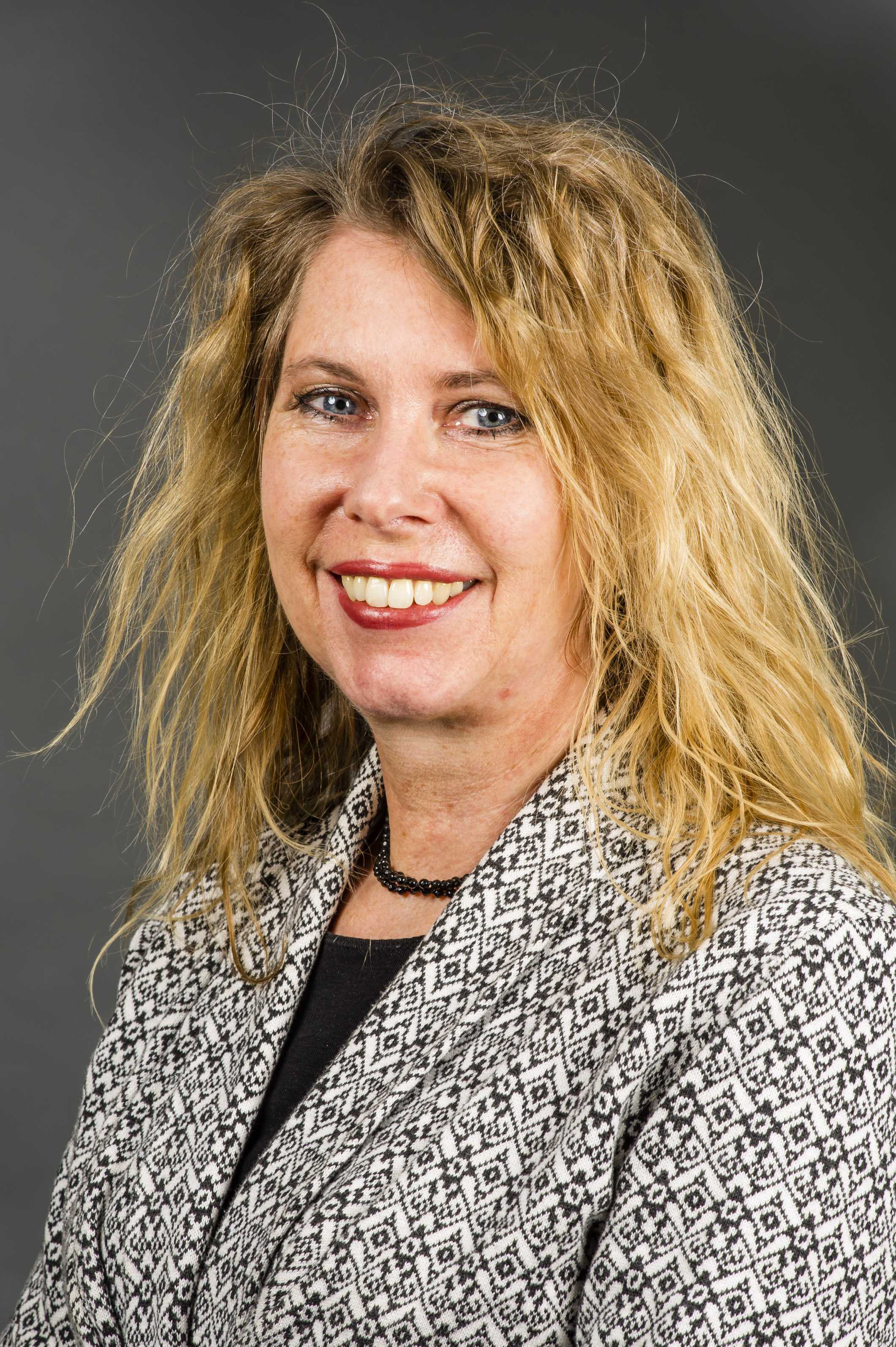
Annette Schütze, 2018

Annette Schütze (* 16. April 1966 in Braunschweig) ist eine deutsche Politikerin der SPD. Seit November 2017 ist sie Mitglied des Niedersächsischen Landtages.

## Leben
Seit 1986 ist Schütze Mitglied der SPD. Nach dem Abitur im Jahr 1985 absolvierte sie ein Studium der Politikwissenschaften, Soziologie und Rechtswissenschaften. Von 2003 bis 2011 war sie Referentin in der SPD-Ratsfraktion. Seit 2011 ist sie Projektleiterin in einer Struktur- und Entwicklungsfördergesellschaft. Seit 2011 ist sie Mitglied im Stadtrat von Braunschweig. Bei der Landtagswahl in Niedersachsen 2017 am 15. Oktober gelang Schütze der Einzug als Abgeordnete in den Niedersächsischen Landtag für den Landtagswahlkreis 2, Braunschweig-Süd, als Direktkandidatin der SPD. Bei der Landtagswahl 2022 konnte sie das Direktmandat verteidigen.
Schütze ist verheiratet und hat zwei Kinder.